# Lithodoras dorsalis
Lithodoras dorsalis es una especie de pez de la familia Doradidae en el orden de los Siluriformes.

## Morfología
• Los machos pueden llegar alcanzar los 100 cm de longitud total y 15 kg de peso.
- Tiene los ojos pequeños.[2][3]

## Alimentación
Come frutos (cuando se inundan los bosques.

## Hábitat
Es un pez de agua dulce y de clima tropical.

## Distribución geográfica
Se encuentran en Sudamérica:  cuenca del río Amazonas.